# Trafika

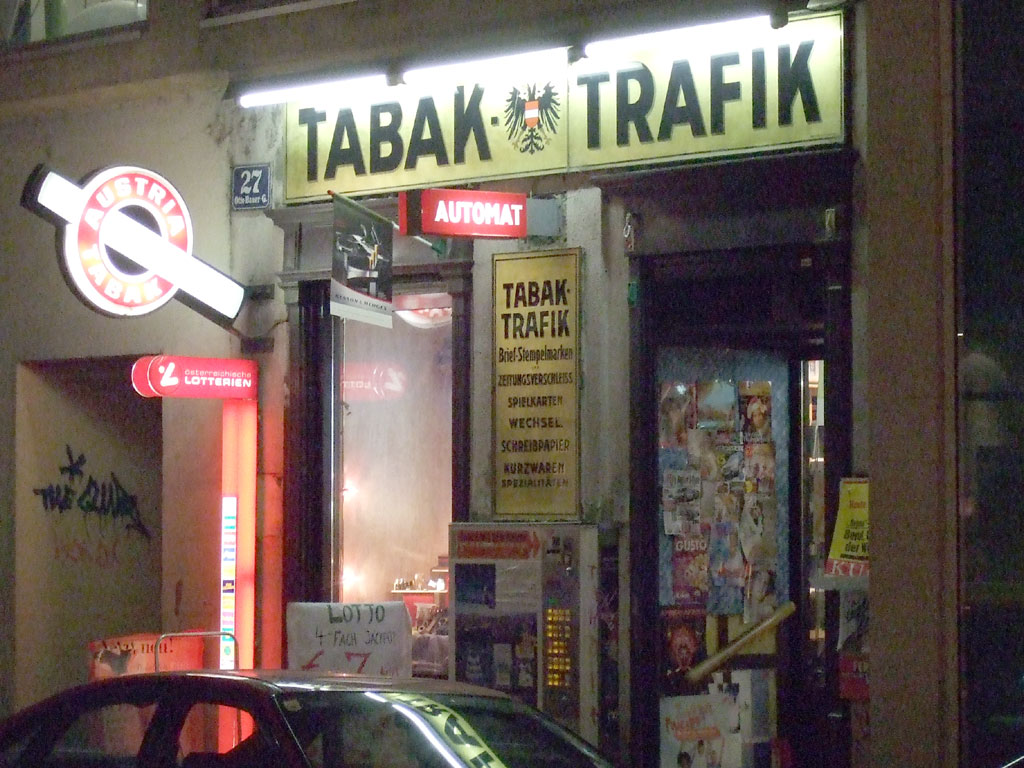
Trafika w Wiedniu

Trafika (z niem. Trafik, wł. traffico – ruch, handel) – sklep zajmujący się handlem wyrobami tytoniowymi (papierosami, cygarami, melasą, tabaką) oraz akcesoriami służącymi do konsumpcji tych wyrobów, takimi jak fajki, fajki wodne i inne.